# Слав'янов Микола Гаврилович
Микола Гаврилович Слав'янов (рос. Николай Гаврилович Славянов; нар. 23 квітня (5 травня) 1854, Нікольське, Задонський повіт, Воронізька губернія, Російська імперія — пом. 5 (17) жовтня 1897, Перм, Пермська губернія, Російська імперія) — російський інженер, винахідник методу електричного дугового зварювання металів.

## Життєпис
Микола Гаврилович Слав'янов народився в селі Нікольське Задонського повіту Воронізької губернії Російської імперії. Закінчив Воронезьку гімназію. У 1872—1877 роках вчився та успішно закінчив — Петербурзький гірничий інститут. У 1881—1883 роках працював на Омутинських заводах. Потім переїхав у Перм. З грудня 1883 року і до кінця життя працював на Пермських гарматних заводах, де і зробив більшість своїх винаходів.

## Наукова діяльність
У 1888 році російський інженер М. Г. Слав'янов вперше у світі застосував на практиці дугове зварювання металічним (розплавлюваним) електродом під шаром флюсу. В присутності державної комісії він зварив колінчастий вал парової машини в одному із цехів Пермських гарматних заводів. Свій винахід інженер Слав'янов назвав «електричним відливанням металів» (рос. электрической отливкой металлов). Щоб продемонструвати можливості зварного апарату, Микола Гаврилович зварив 8 металів, які неможливо сплавити: бронза з дзвону, томпак (сплав міді і цинку), нікель, сталь, чавун, мідь, найзільбер (група мідно-цинково-нікелевих сплавів сріблястого кольору), бронза.
Також М. Г. Слав'янов освітив електричним світлом Мотовиліхинські заводи (згодом завод ім. Леніна).

## Пам'ять
- В місті Липецьк є вулиця Слав'янова
- В місті Перм є Політехнічний коледж імені М. Г. Слав'янов і пам'ятник Слав'янову на площі Дружби.
- В Пермі є Меморіальний дім-музей ім. М. Г. Слав'янова. Розміщений він за адресою: ул. 1905 г., 37, в будинку спорудженому по проекту М. Г. Слав'янова.